# Тагански район
Тагански район е административен район на Централен окръг в Москва.